# Appie Happie
Appie Happie (vroeger Appy Happy) is een Nederlandse stripreeks die begonnen is in 1971 met Dik Bruynesteyn als schrijver en als tekenaar.

## Inhoud
De strip draait rond een voetbalploeg genaamd De taaie tijgers uit het fictieve dorp Louloenersloot. De ploeg draagt een tenue met tijgerstrepen. Vooral de belevenissen van het titelpersonage Appie Happie staan centraal. Naast voetbal doet hij ook met andere sporten mee, vooral wielrennen. Appie is tamelijk gezet, naïef en verzot op bananen. Hij is niet ongevoelig voor vrouwelijk schoon, waarop hij meestal reageert met de uitroep "Pop-pul-lup-pee". Hét voorbeeld van vrouwelijk schoon waar Appie gevoelig voor is is Juffrouw Snoepie.

## Personages
Hieronder volgen een aantal van de belangrijkste personages.
| Taaie Tijgers | Overige personages |
| --- | --- |
| - Tik Tak Theo, de aanvoerder van De taaie tijgers - Appie Happie, het titelpersonage - Lange Jan met de pet, doelman - Henri Buitenzorg, een snelle speler van de ploeg - Pietje Peelee, middenveld - Sjakie Strijkijzer - Dinges I - Dinges II - Leen van Meerderveurt, rechtsback - Tinus Plotseling, linksback | - Kolonel B.D. Buitendienst, de trainer van de ploeg - Simon S. Smakeloos, de sponsor van de ploeg en fabrikant van tuinkabouters - Oom Ranja, terreinknecht van de ploeg - Kao, de verzorger van de ploeg, ook oud-bokskampioen en eigenaar van een boksschool - Juffrouw Snoepie, de secretaresse van Simon S. Smakeloos - Vampa, een vriendin van Juffrouw Snoepie en de vriendin van Smakeloos |

## Publicatiegeschiedenis
Bruynesteyn creëerde deze strip in 1967 voor Het Vrije Volk onder de naam Appy Happy. Twee jaar later stopt hij echter met deze reeks om tijdelijk de strip Chris Crack te tekenen. In 1970 hernam hij deze strip echter weer en hernoemde deze naar Appie Happie. Hierop verscheen de strip enkele decennia in Het Parool en verscheidene regionale kranten. De strip verscheen van 1970 tot 1987 in Het Parool en bleef  tot halverwege 1993 lopen in diverse andere kranten. Hij verscheen in die periode ook wel onder de titels Appie Happie in Tobsport of Tobsport.
In 1997 maakte de strip een eenmalige terugkeer in Gelders Dagblad.

## Albums
Alle albums zijn geschreven en getekend door Dik Bruynesteyn.
| Nummer | Titel                      | Uitgever                        |
| ------ | -------------------------- | ------------------------------- |
| 1      | Afspraak is afspraak       | Perscombinatie                  |
| 2      | De tuinkabouter Europa Cup | Skarabee                        |
| 3      | Tegen de katoenplukkers    | Amsterdam Boek                  |
| 4      | De dubbele luchtslag       | Amsterdam Boek                  |
| 5      | 1001 Nachtclubs            | Amsterdam Boek                  |
| 6      | Het modderballet           | Amsterdam Boek                  |
| 7      | O-solo mio!                | Sijthoff pers                   |
| 8      | Terug van weggeweest       | Stichting Uitgeverij Stripstift |